# Fonds-des-Nègres
Fonds-des-Nègres este o comună din arondismentul Miragoâne, departamentul Nippes, Haiti, cu o suprafață de 92,23 km2 și o populație de 30.387 locuitori (2009).